# Temple de Borobudur
Vous lisez un « bon article » labellisé en 2009.
Pour les articles homonymes, voir Borobudur (homonymie).
Le temple de Borobudur (en indonésien : Candi Borobudur ; en javanais : Candhi Barabudhur) est une importante construction bouddhiste, bâtie aux VIIIe et IXe siècles à l'époque de la dynastie Sailendra dans le centre de l'île de Java en Indonésie.
Le site, construit aux alentours de l'an 800, semble avoir été abandonné vers l'an 1100.
Pendant une tournée d'inspection à Semarang dans le centre de Java en 1814, Thomas Stamford Raffles, alors lieutenant-gouverneur de l'île, entendit parler d'un grand monument dans la forêt près du village de Bumisegoro. Ne pouvant pas s'y rendre lui-même, il envoya H. C. Cornelius, un ingénieur néerlandais, y faire des recherches. Pendant deux mois, Cornelius et ses 200 hommes abattirent des arbres, firent brûler la végétation et creusèrent dans le sol, mettant au jour le monument.
Le temple est à la fois un sanctuaire dédié au Bouddha, mais aussi un lieu de pèlerinage bouddhiste. C'est à la fois un stûpa et, vu du ciel, un mandala. Il forme un carré d'environ 113 mètres de côté avec, à chaque point cardinal, une partie en saillie accompagnée aux quatre angles par une partie en retrait.
Il est constitué de quatre galeries successives de forme géométrique. Celles-ci sont superposées et les trois plus hautes forment une représentation de la cosmologie bouddhiste. Comme l'ensemble du monument, ces galeries sont couvertes de bas-reliefs, dont la longueur totale est d'environ 5 kilomètres, relatant les divers épisodes de la vie du bouddha Sakyamuni. Ces bas-reliefs furent taillés in situ dans de la pierre volcanique grise par différents artisans qui réussirent néanmoins à préserver l'unité artistique du monument.
Un élément étonnant de ces galeries est l'existence d'une cinquième galerie enterrée, également couverte de bas-reliefs représentant essentiellement les turpitudes de la vie terrestre. Plusieurs hypothèses ont donc été émises pour expliquer la dissimulation de cette galerie, comme une volonté de consolidation du bâtiment ou encore la volonté délibérée d'occulter les réalités terrestres.
Après avoir traversé les quatre galeries, le pèlerin atteint la terrasse supérieure, elle aussi surmontée de trois terrasses circulaires concentriques bordées de 72 stûpas (respectivement 32, 24 et 16). Ils consistent en des cloches de pierre ajourées logeant des bodhisattvas. Au centre de ces terrasses et donc au sommet du Borobudur, un autre stûpa couvre un bouddha inachevé, dont on ignore s'il a été rajouté après coup ou s'il était présent à l'origine.
Sauvé de la ruine grâce aux efforts conjoints de l'UNESCO et du gouvernement indonésien, le temple est aujourd'hui restauré et figure à l'inventaire du patrimoine mondial.

## Étymologie

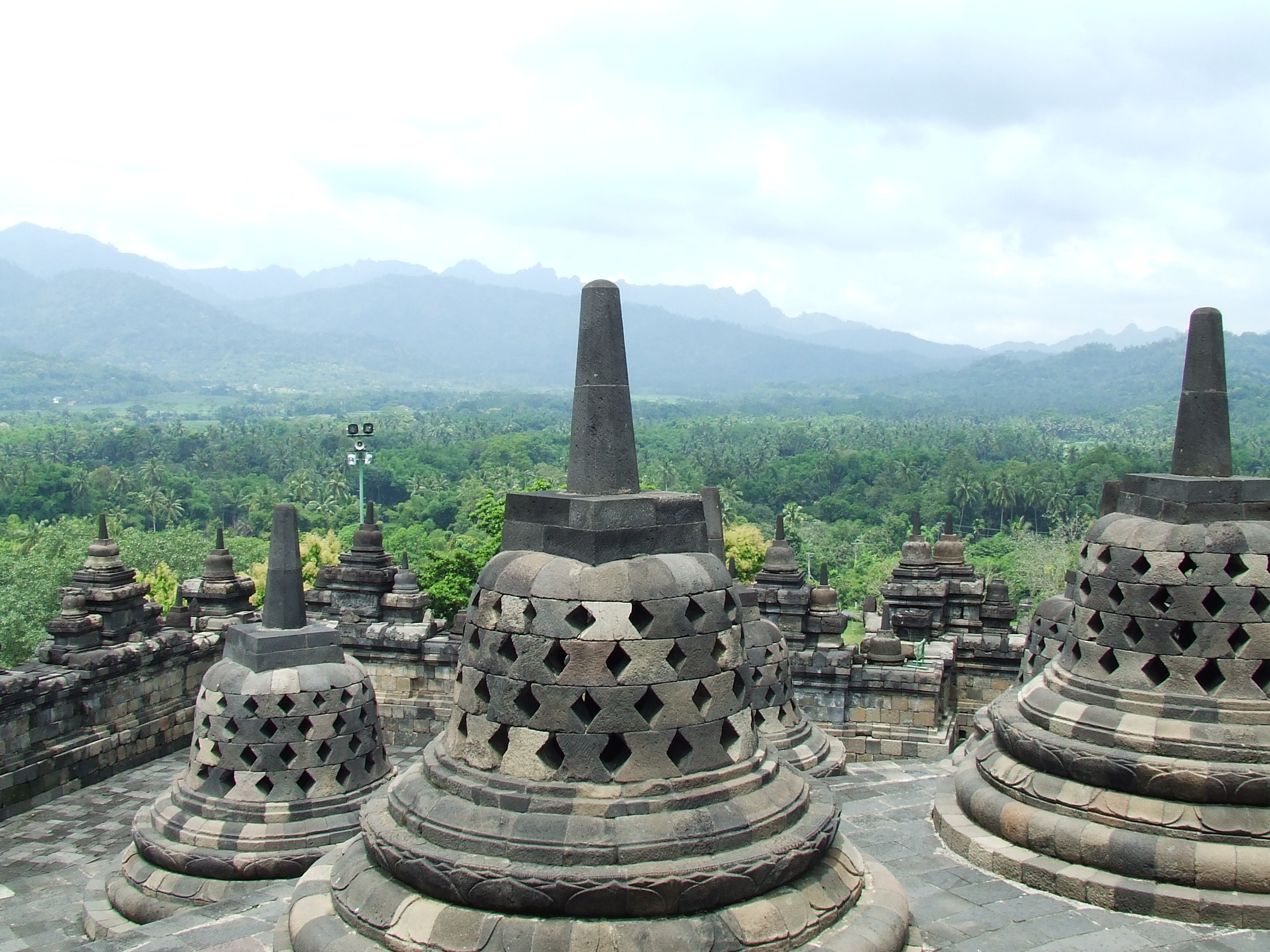
Les stûpas de Borobudur restèrent à l'abandon pendant des siècles.

En indonésien, les constructions religieuses de l'époque classique sont appelées candi, mot qui désigne plus généralement les anciennes structures de cette époque. Les origines du nom « Borobudur » ne sont pas claires, la plupart des noms d'origine des plus anciens temples indonésiens n'étant même plus connus. Le nom Borobudur apparaît pour la première fois dans le livre History of Java de Raffles paru en 1814. Aucun document plus ancien suggérant le même nom n'a été retrouvé. Le seul manuscrit en vieux-javanais qui fasse référence au monument en tant que sanctuaire sacré bouddhiste est le Nagarakertagama, un poème épique écrit en 1365 par le poète de cour Mpu Prapanca du royaume de Majapahit.
Le nom Bore-Budur, devenu Borobudur, a été vraisemblablement écrit par Raffles à partir du village voisin de Bore. La plupart des candi sont nommés d'après le nom du village le plus proche. Raffles pensait que le mot budur correspondait au mot javanais buda qui signifie « ancien ». Le nom « Borobudur » voulait donc dire pour lui « ancien Bore » conforme à la syntaxe javanaise, où le déterminant suit le déterminé. L'archéologue De Casparis pense, quant à lui, que le nom Budur dérive du mot javanais bhudhara qui signifie « montagne ».

## Géographie

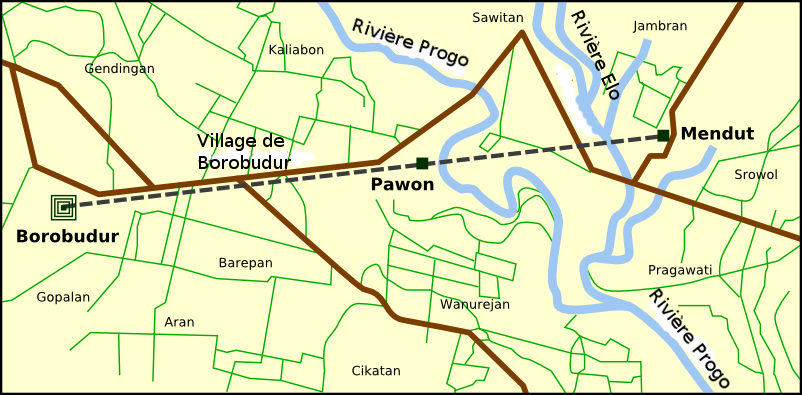
Alignement de la triade Borobudur-Pawon-Mendut.

Borobudur est situé dans la haute plaine de Kedu, dans la province de Java central. La plaine de Kedu est un lieu sacré javanais et a été surnommée « le jardin de Java » en raison de la fertilité de son sol.
Le temple est rattaché à la ville de Magelang, située à environ 40 kilomètres au nord-ouest de Yogyakarta. Il se trouve à proximité de plusieurs volcans : le Sundoro et le Sumbing au nord-ouest, le Merbabu et le Merapi au nord-est. Il est encadré de deux rivières : la Progo et l'Elo.
Plusieurs autres temples importants ont été construits dans les environs vers la même époque que Borobudur. Il s'agit notamment des temples bouddhistes Pawon et Mendut, découverts durant la restauration de Borobudur au début du XXe siècle. De plus, Mendut, Pawon et Borobudur se trouvent sur une même ligne. Ce fait a donné du crédit a une légende locale selon laquelle une route pavée entre deux murs avait autrefois relié les trois temples. Les trois temples de l'alignement ont une architecture et une ornementation qui viennent d'une même époque, ce qui peut suggérer une relation rituelle entre les trois temples.
À l'inverse des autres temples, qui étaient bâtis sur des surfaces planes, Borobudur a été érigé sur une colline, à 265 mètres au-dessus du niveau de la mer et à 15 mètres au-dessus d'un paléolac asséché. L'existence du lac a été le sujet d'intenses discussions entre les archéologues du XXe siècle, époque à laquelle on pensait que le temple était construit sur les rives d'un lac ou même au milieu de celui-ci. En 1931, un artiste néerlandais et spécialiste d'architecture hindoue et bouddhiste, W.O.J. Nieuwenkamp, a émis une théorie selon laquelle la plaine de Kedu était un ancien lac et que Borobudur représentait initialement une fleur de lotus flottant dessus. Les fleurs de lotus sont présentes dans la grande majorité des œuvres d'art bouddhistes, servant souvent comme trône à Bouddha ou comme base aux stûpas. L'architecture générale de Borobudur suggère la forme d'un lotus dans lequel la posture de Bouddha évoque le sūtra du Lotus, surtout présente dans les textes du bouddhisme mahāyāna, école de bouddhisme répandue principalement en Asie de l'est. Les trois plates-formes circulaires du sommet représenteraient une feuille de Lotus. La théorie de Nieuwenkamp est cependant remise en cause parce que l'environnement naturel entourant le temple est caractéristique d'une zone sèche.

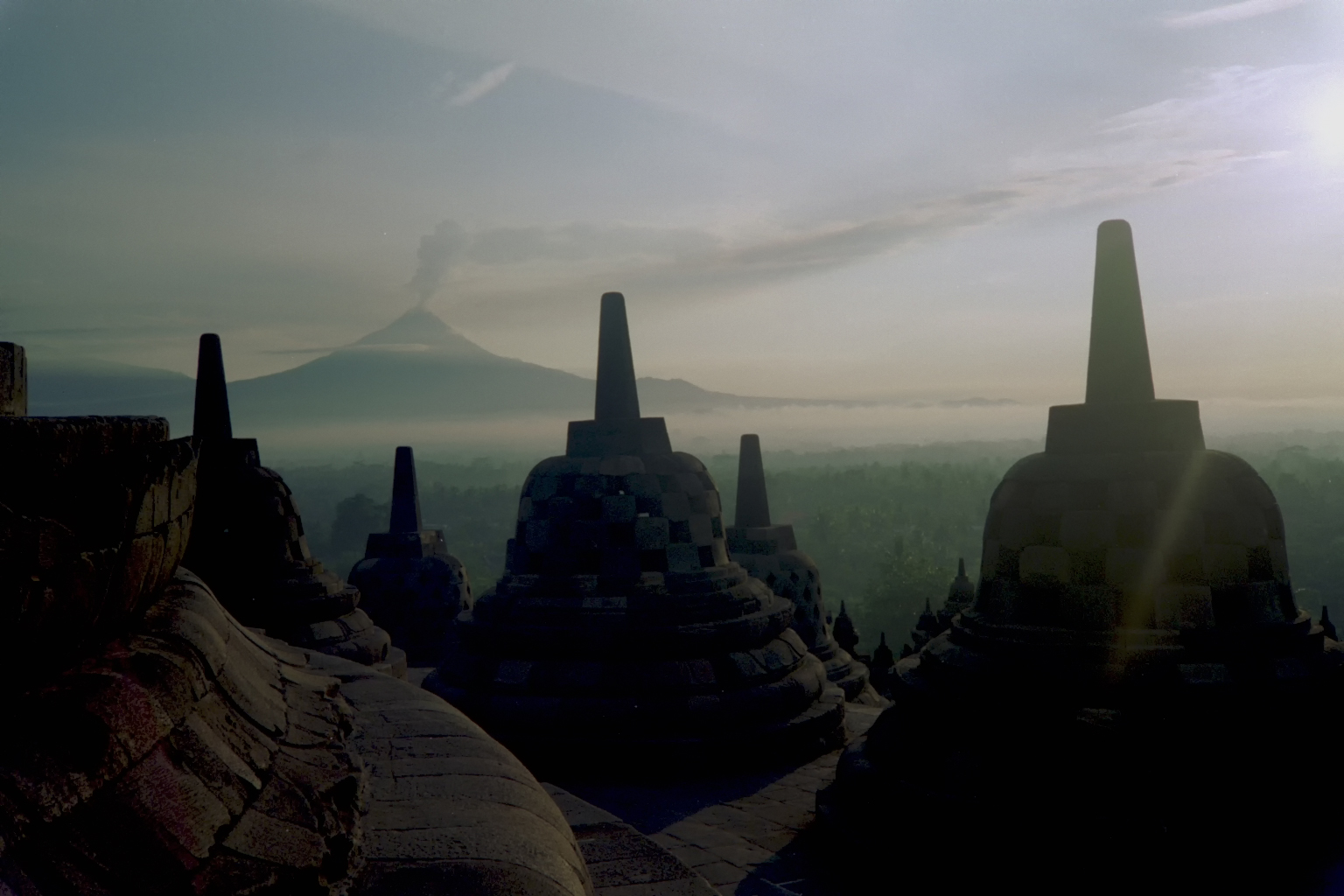
Derrière les stûpas, le volcan Merapi fumant.

Les géologues, quant à eux, adhèrent en majorité à la théorie de Nieuwenkamp, signalant des sédiments d'argile trouvés près du site. Une étude de la stratigraphie, des sédiments et d'échantillons de pollen ont conduit à confirmer l'existence d'un environnement propre à un paléolac près de Borobudur, ce qui tend à confirmer la théorie de Nieuwenkamp. L'étendue du lac a fluctué avec le temps et l'étude menée montre que Borobudur était aux abords de celui-ci aux XIIIe et XIVe siècles. Le cours des rivières et l'activité volcanique ont modelé la campagne environnante, dont la zone du lac. Notamment, l'un des volcans les plus actifs d'Indonésie, le Merapi, est au voisinage direct de Borobudur et est actif depuis le Pléistocène.

## Architecture

Borobudur vu de dessus.

### Généralités
Borobudur et ses stûpas constituent en réalité un unique grand stûpa. Vu d'en haut, le site a également la forme d'un mandala vajrayāna géant représentant à la fois la cosmologie bouddhiste et la nature de l'âme. Sa base est un carré d'environ 118 mètres de côté. Il possède neuf plates-formes, les six premières carrées et les trois du haut circulaires. La plate-forme du haut possède en son centre un grand stûpa entouré de soixante-douze autres petits. Les stûpas sont en forme de cloches et percés de nombreuses ouvertures décoratives. Des statues de Bouddha assis peuvent être observées par les ouvertures.
Environ 55 000 mètres cubes de pierre durent être pris des rivières alentour pour construire le monument. La pierre était taillée, transportée sur le site et assemblée à l'aide de mortier. Des poignées, des découpes et des queues d'aronde furent aussi utilisées comme joints entre les pierres. Les bas-reliefs furent sculptés sur place une fois la construction achevée. Le monument est équipé d'un système de drainage des eaux de pluie, permettant à l'édifice de résister aux violentes crues de la région. Pour éviter les inondations, cent becs verseurs sont répartis à chaque coin du temple avec chacun une gargouille sculptée unique représentant des géants ou des makaras.

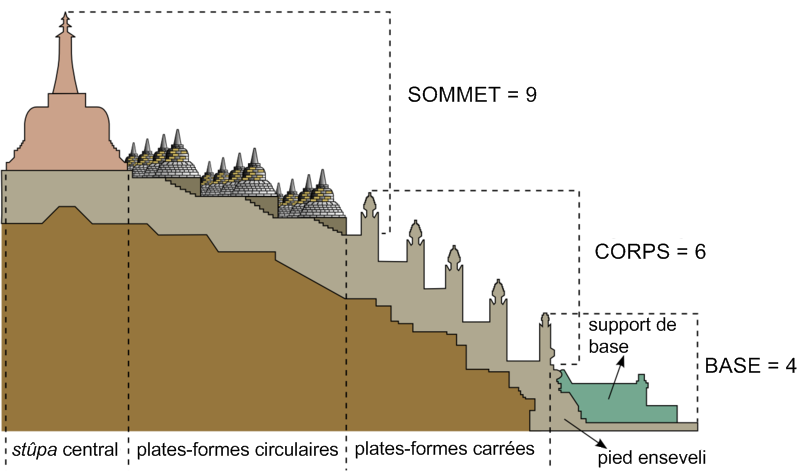
Proportions des différents étages.

Borobudur diffère radicalement des autres édifices du même genre. Il est notamment construit sur une colline alors que généralement, ce genre de construction est placée sur des surfaces planes. La technique de construction, elle, ressemble à celle des autres temples de Java. Sans espace intérieur comme dans les autres temples et avec une forme de pyramide, Borobudur servait certainement de stûpa avant d'être utilisé comme temple. Un stûpa est censé être un sanctuaire dédié à Bouddha, mais parfois ce ne sont que des symboles de dévotion au bouddhisme. Un temple, à l'inverse, doit être la maison d'une divinité et avoir des lieux de culte internes. C'est la complexité et la conception minutieuse de l'édifice qui suggère que Borobudur était en réalité un temple. Le culte était remplacé à Borobudur par le pèlerinage. Les pèlerins étaient guidés par un système d'escaliers et de corridors leur permettant d'atteindre la plate-forme la plus haute. Chaque plate-forme représente une étape du chemin vers l'illumination, d'après la cosmologie bouddhiste.

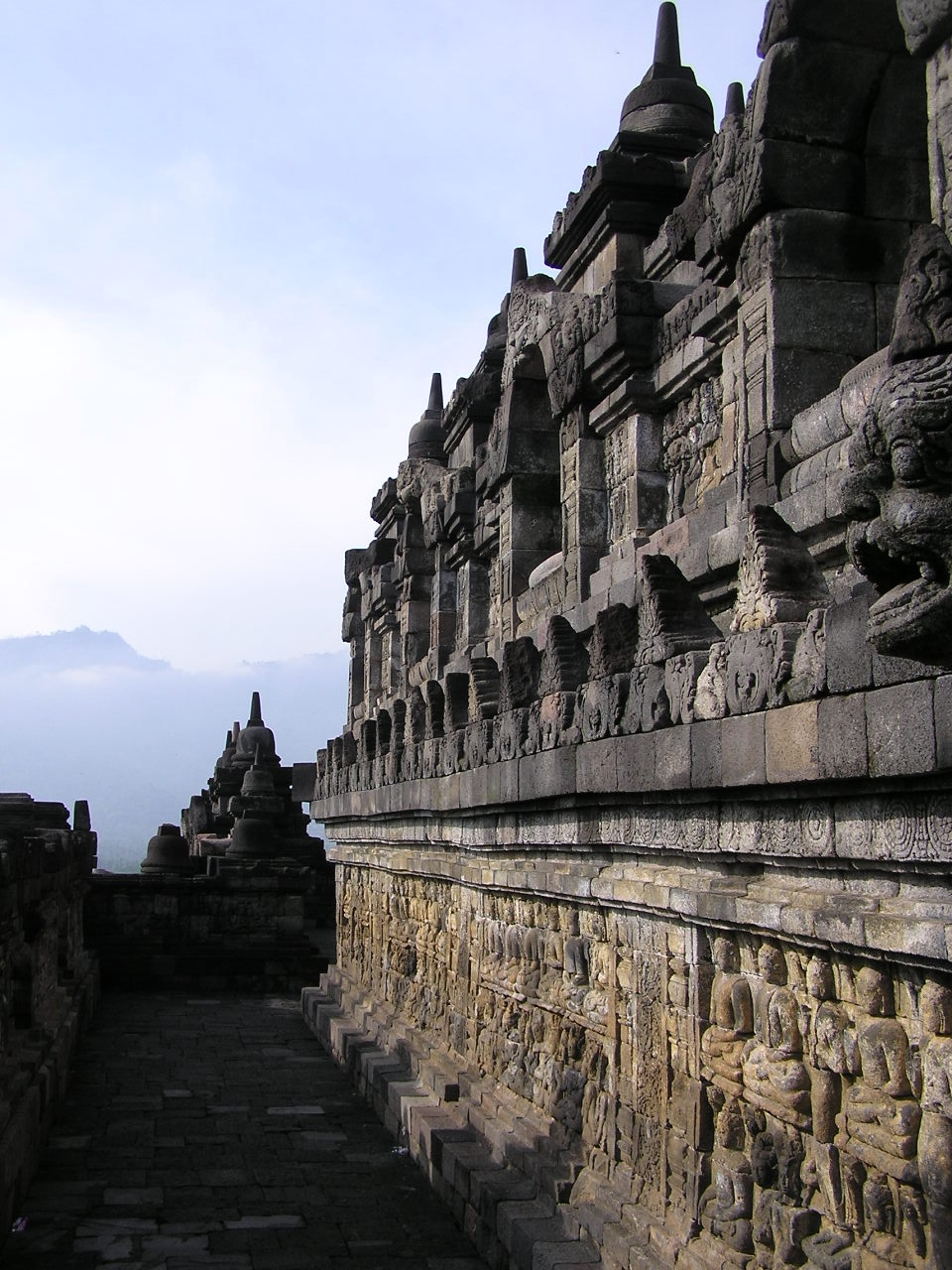
Un corridor décoré de bas-reliefs.

On en connaît assez peu sur l'architecte dont le nom, Gunadharma, est cité dans les légendes locales comme « celui […] qui porte la règle, connaît la division et pense lui-même à la composition des parties ». L'unité de mesure qu'il utilisa était le tala, défini comme la longueur d'un visage humain de la ligne des cheveux sur le front au bout du menton ou comme la distance du bout du pouce au bout du majeur quand les doigts sont tendus à leur distance maximale. Si ces mesures dépendent naturellement des personnes, le monument est construit selon des mesures exactes et régulières. Une étude en 1977 montra que l'on retrouvait souvent les proportions 4/6/9 à divers endroits de l'édifice. Celles-ci furent établies par l'architecte pour poser les dimensions précises du temple. On retrouve également ces proportions à Pawon et Mendut. Les archéologues suggérèrent que ces proportions avaient un rapport avec un des thèmes calendaires, astronomiques et cosmologiques, comme cela se retrouve à Angkor Vat au Cambodge.

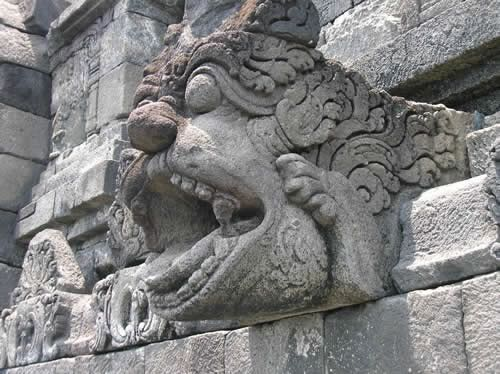
Une gargouille sculptée utilisée pour l'évacuation de l'eau.

La structure principale peut être divisée verticalement en trois groupes : la base (ou le pied), le corps et le sommet (ou la tête), ce qui est comparable aux divisions majeures du corps humain. La base carrée mesure 123 × 123 mètres et a une hauteur de 4 mètres. Le corps est composé des cinq plates-formes carrées dont les hauteurs diminuent. La première terrasse est située à 7 mètres du sommet de la base. Les autres terrasses sont décalées de 2 mètres, ce qui laisse la place à un corridor étroit sur chaque plate-forme. Le sommet est constitué de trois plates-formes circulaires, chacune possédant un rang de stûpas perforés, placés en cercles concentriques. Le stûpa central fait culminer le monument à 35 mètres de haut au-dessus du sol. L'accès à la partie élevée se fait par des escaliers situés au centre de chaque côté avec un certain nombre de portes, encadrées par 32 statues de lions. Le principal accès se trouve du côté est, où sont placés les premiers bas-reliefs narratifs. Sur les pentes de la colline, il y a aussi des escaliers qui relient le monument à la plaine en contrebas.
La division en trois parties du monument représente également les trois étapes de la préparation mentale pour accéder à l'illumination dans la cosmologie bouddhiste, respectivement de manière ascendante : Kāmadhātu (le monde des désirs), Rupadhatu (le monde des formes) et Arupadhatu (le monde sans forme). Ces différences métaphoriques se retrouvent dans l'architecture et les décorations de chaque étage : détaillées à la base, circulaires au niveau du corps et lisses au niveau du sommet.
En 1885, une structure cachée sous la base fut découverte par hasard. 160 bas-reliefs décrivant le Kāmadhātu sont sculptés sur ce pied caché. Les reliefs restant sont des panneaux avec de courtes instructions pour les sculpteurs, illustrant la scène devant être sculptée. La vraie base est recouverte par un support de base dont l'utilité demeure mystérieuse. On pensa d'abord que ce support servait à prévenir les risques d'affaissement du monument. Une autre théorie suggère que ce support fut ajouté pour cacher une base mal conçue, si l'on en croit le vastu shastra, la science indienne de l'architecture et l'urbanisme.

### Reliefs
| Distribution des panneaux narratifs | Distribution des panneaux narratifs | Distribution des panneaux narratifs | Distribution des panneaux narratifs |
| section                             | localisation                        | histoire                            | nb. de panneaux                     |
| ----------------------------------- | ----------------------------------- | ----------------------------------- | ----------------------------------- |
| pied enseveli                       | mur                                 | Karmavibhangga                      | 160                                 |
| premier corridor                    | mur principal                       | Lalitavistara                       | 120                                 |
| premier corridor                    | mur principal                       | Jātaka/Avadana                      | 120                                 |
| premier corridor                    | garde-corps                         | Jātaka/Avadana                      | 372                                 |
| premier corridor                    | garde-corps                         | Jātaka/Avadana                      | 128                                 |
| deuxième corridor                   | garde-corps                         | Jātaka/Avadana                      | 100                                 |
| deuxième corridor                   | mur principal                       | Gandavyuha                          | 128                                 |
| troisième corridor                  | mur principal                       | Gandavyuha                          | 88                                  |
| troisième corridor                  | garde-corps                         | Gandavyuha                          | 88                                  |
| quatrième corridor                  | mur principal                       | Gandavyuha                          | 84                                  |
| quatrième corridor                  | garde-corps                         | Gandavyuha                          | 72                                  |
| Total                               | Total                               | Total                               | 1 460                               |

Borobudur contient environ 2 670 bas-reliefs individuels (1 460 sont narratifs et 1 212 sont décoratifs) qui couvrent les façades et les garde-corps. La surface totale des bas-reliefs est de 2 500 mètres carrés. Ils se répartissent entre le pied enseveli (Kāmadhātu) et les cinq plates-formes carrées (Rupadhatu).
Les panneaux narratifs, qui racontent l'histoire de Sudhana et de la kinnari Manohara, sont groupés en 11 séries encerclant le monument sur une longueur totale de 3 000 mètres. Le pied enseveli comprend une première série de 160 panneaux narratifs et les dix autres séries se répartissent sur les murs et les garde-corps des cadres corridors en partant de l'entrée est vers la gauche. Les panneaux narratifs sur les murs se lisent de droite à gauche alors que ceux sur les garde-corps se lisent de gauche à droite. Cela correspond au pradakshina, le rituel de déambulation circulaire pratiqué par les parents qui tournent dans le sens des aiguilles d'une montre pour toujours garder le sanctuaire à leur droite.
Le pied enseveli présente les rouages de la loi karmique bouddhiste. Les murs du premier corridor ont deux séries de bas-reliefs superposés, chacun consistant en 120 panneaux. La partie haute présente la vie de Bouddha, alors que la partie basse du mur et les garde-corps racontent les vies antérieures de Bouddha. Les panneaux restants sont dévolus aux autres errements dans sa recherche et se terminent par son accession à la Perfection de la Sagesse.

#### La loi karmique (Karmavibhangga)
Les 160 panneaux ensevelis ne forment pas une histoire continue : chaque panneau propose une illustration d'une relation de cause à effet. Il y a notamment des représentations d'activités blâmables, des commérages au meurtre, avec leurs punitions correspondantes, mais également des représentations d'activités dignes d'éloge comme la charité ou le pèlerinage ainsi que leurs récompenses associées. De même, les douleurs de l'enfer et les plaisirs du paradis sont illustrés. Il y a aussi des scènes de la vie quotidienne, ce qui complète le panorama entier du saṃsāra (le cycle sans fin de la naissance et de la mort).

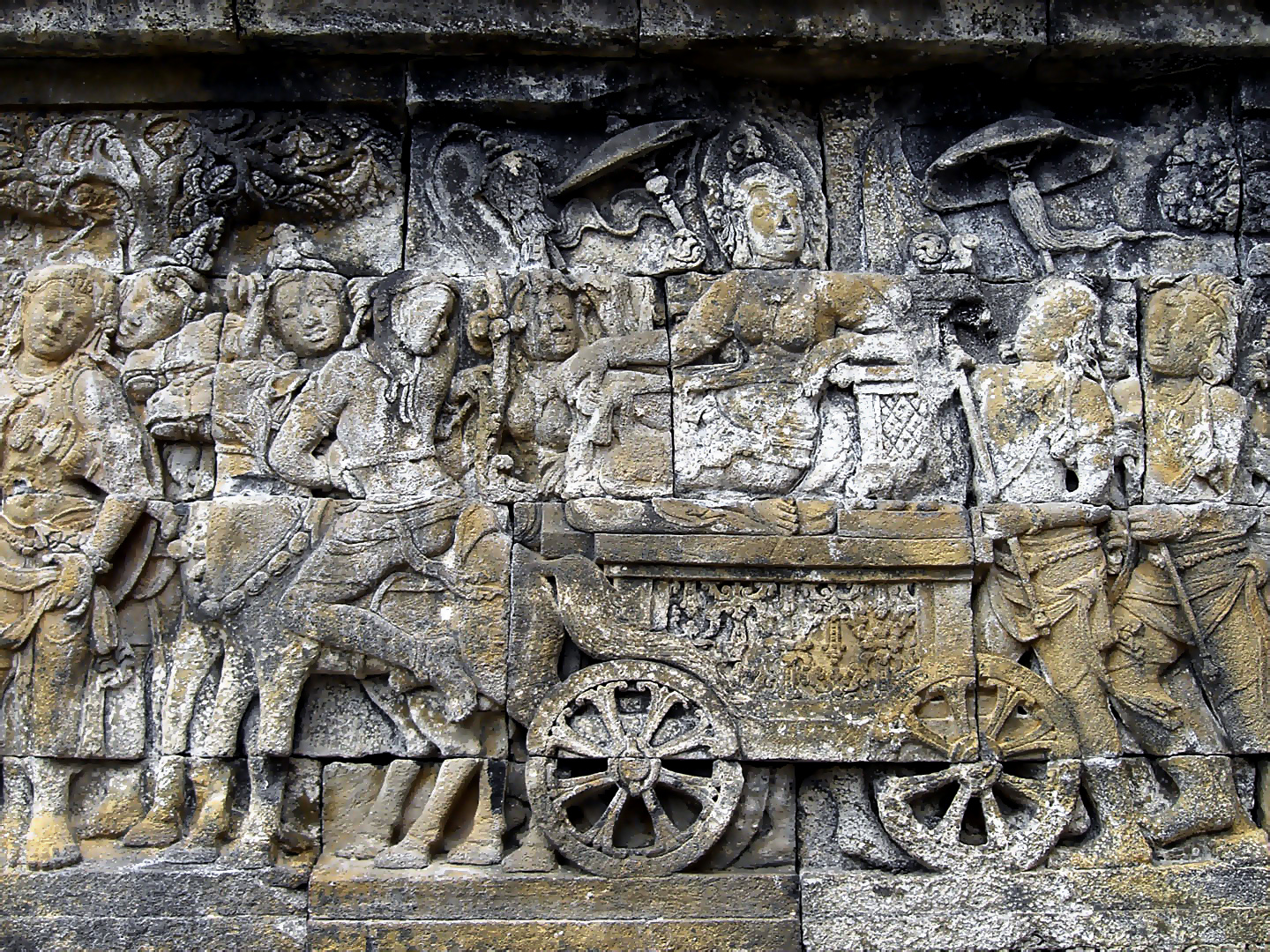
La reine Mâyâ sur un chariot en direction de Lumbinî pour donner naissance au prince Siddhartha Gautama.

#### La naissance de Bouddha (Lalitavistara)
L'histoire débute par la descente glorieuse du seigneur Bouddha depuis le paradis Tuṣita et s'achève par son premier sermon dans le Parc aux Cerfs près de Bénarès. Le bas-relief montre la naissance de Bouddha en tant que prince Siddhartha, fils du roi Shuddhodana et de la reine reine Mâyâ de Kapilavastu (l'actuel Népal).
L'histoire est précédée de 27 panneaux montrant plusieurs préparatifs, au paradis et sur terre, pour accueillir l'incarnation finale du Bodhisattva. Avant sa descente du paradis Tuṣita, le Bodhisattva confia sa couronne à son successeur, le futur Bouddha Maitreya. Il descendit sur Terre sous forme d'un éléphant blanc à six défenses qui pénétra dans l'utérus de la reine Mâyâ. Celle-ci eut un rêve de cet événement qui était interprété comme la marque que son fils deviendrait soit un souverain soit un Bouddha.
Quand la reine Mâyâ sentit venir la naissance de l'enfant, elle partit au parc de Lumbinî à l'extérieur de la cité de Kapilavastu. Elle s'installa sous un figuier des pagodes, tint une branche de sa main droite et donna l'autre à un fils, le prince Siddharta. L'histoire continue sur les panneaux jusqu'au moment où le prince devient le Bouddha.

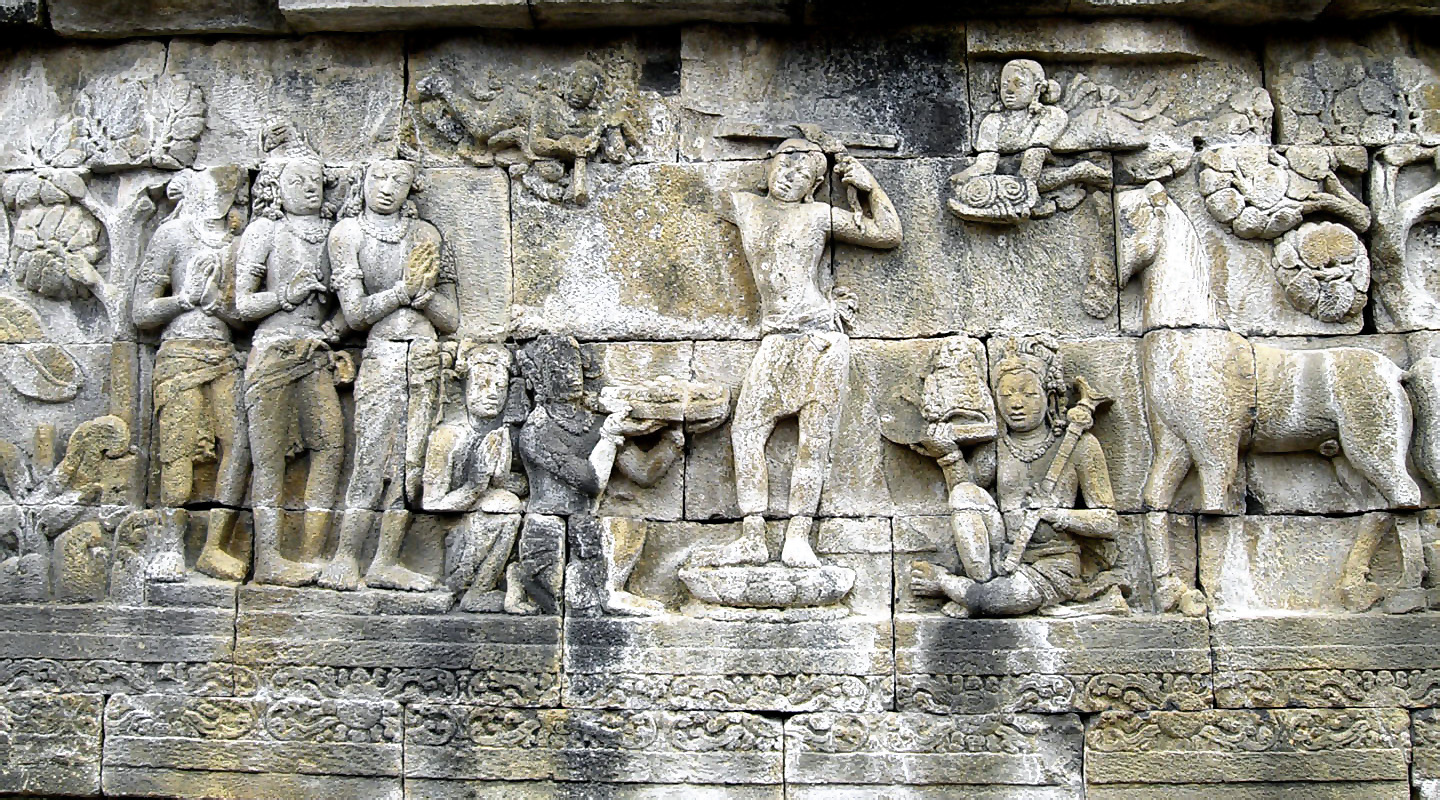
Le prince Siddhartha devient un ermite ascète.

#### L'histoire de Siddharta (Jātaka) et d'autres personnages légendaires (Avadana)
Les jātakas sont des histoires sur le Bouddha avant sa naissance en tant que prince Siddharta. Les avadanas sont similaires aux jātakas, mais le personnage principal n'est pas le Bodhisattva lui-même. Les actions saintes des avadanas sont attribuées à d'autres personnages légendaires. Les jātakas et avadanas sont traités ensemble dans la même série de bas-reliefs.
Les 20 premiers panneaux du bas sur le mur du premier corridor représentent le Sudhanakumaravadana, les actions saintes de Sudhana. Les 135 panneaux du haut du même corridor sur les garde-corps présentent les 34 légendes des Jātakamalā. Les 237 panneaux restants racontent des histoires d'autre provenance à l'instar des panneaux du bas du second corridor. Certains jātakas sont représentés deux fois, comme l'histoire du roi Sibhi (le patriarche de Râma).

#### La quête de la Vérité Ultime par Sudhana (Gandavyuha)
Gandavyuha est l'histoire contée dans le dernier chapitre du Sūtra Avatamsaka. Sudhana recherche inlassablement la Plus haute Perfection de la Sagesse. Son récit recouvre le troisième et le quatrième corridor pour un total de 460 panneaux. Le personnage principal est le jeune Sudhana, fils d'un très riche marchand, qui apparaît au seizième panneau. Les 15 précédents constituent un prologue à l'histoire des miracles durant le samādhi de Bouddha au jardin de Jeta à Sravasti.
Lors de sa quête, Sudhana visite 30 professeurs, mais aucun des enseignements ne le satisfait complètement. Par la suite, Manjusri lui demande de rencontrer le moine Megasri auprès duquel il avait reçu son premier enseignement. Alors qu'il poursuit son voyage, Sudhana rencontre Supratisthita, le physicien Megha (l'Esprit de la Connaissance), le banquier Muktaka, le moine Saradhvaja, l'upāsaka Asa (l'Esprit de l'Illumination Suprême), le brahmane Jayosmayatna, la princesse Maitrayani, un garçon nommé Indriyesvara, l'upāsaka Prabhuta, le banquier Ratnachuda, le roi Anala, le dieu Siva Mahadeva, la reine Mâyâ, le Bodhisattva Maitreya puis de nouveau Manjusri. Chaque rencontre apporte à Sudhana une doctrine spécifique, la connaissance et la sagesse. Ces rencontres sont situées dans le troisième corridor.
Après sa dernière rencontre avec Manjusri, Sudhana va à la résidence du Bodhisattva Samantabhadra, représentée dans le quatrième corridor. Les panneaux du quatrième corridor sont dévolus à l'enseignement de Samantabhadra. Les panneaux narratifs s'achèvent avec l'accession de Sudhana à la Connaissance Suprême et à la Vérité Ultime.

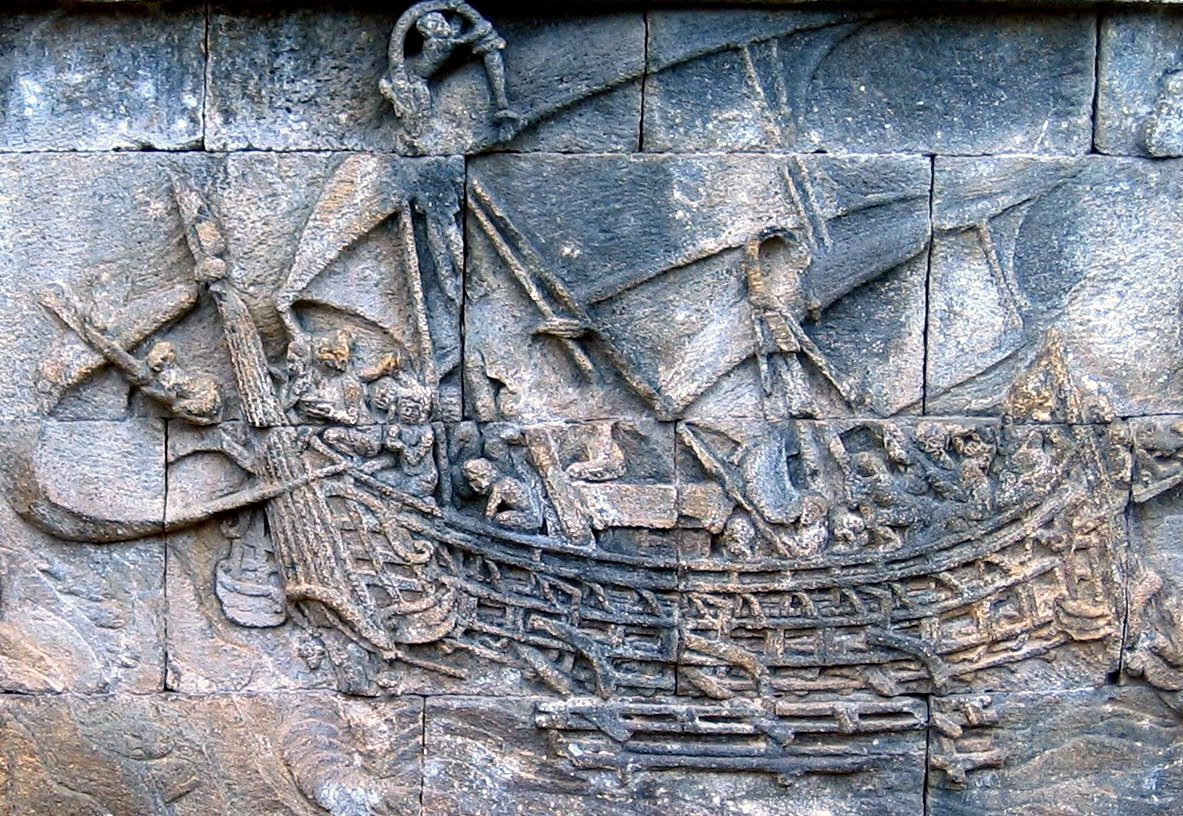
Bas-relief de la face nord du temple montrant un voilier avec une voile tanjak et des balanciers austronésiens typiques.
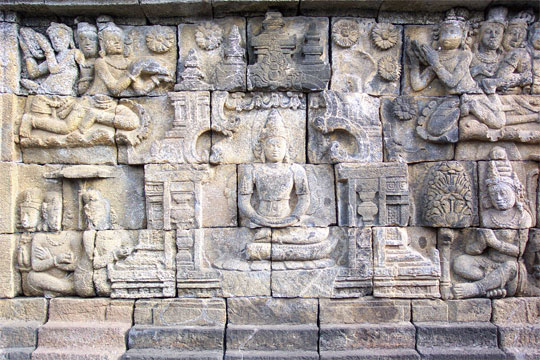
Bas-relief sur un garde-corps.
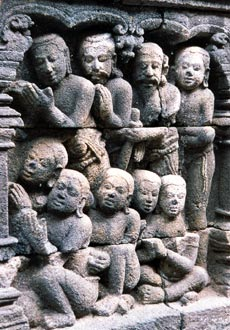
Bas-relief travaillé très en profondeur.

### Statues de Bouddha

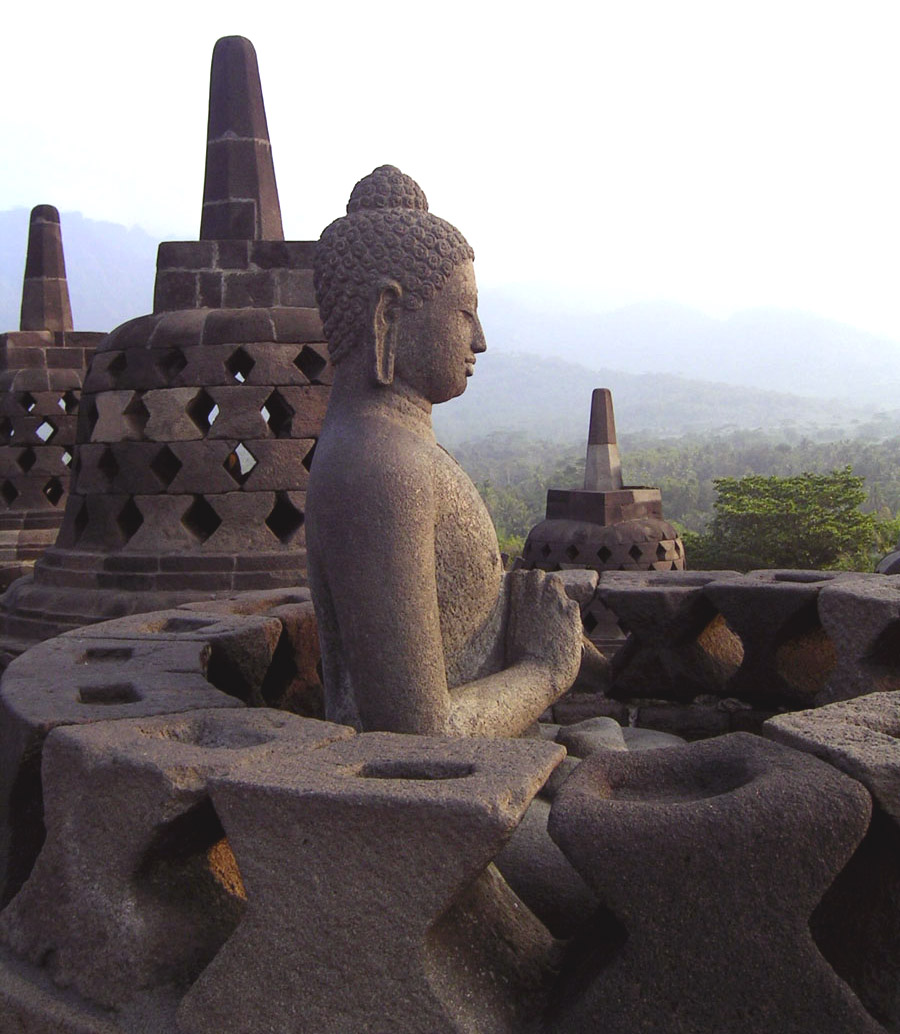
Bouddha dans un stûpa découpé, ses mains dans la position de la mudrâ Dharmachakra.

Borobudur possède, en plus de ses nombreux bas-reliefs, de nombreuses statues de Bouddha. Elles représentent ce dernier assis, les jambes croisées, en position du lotus. Elles sont situées au niveau des cinq plates-formes carrées (Rupadhatu) et sur les plates-formes circulaires (Arupadhatu).

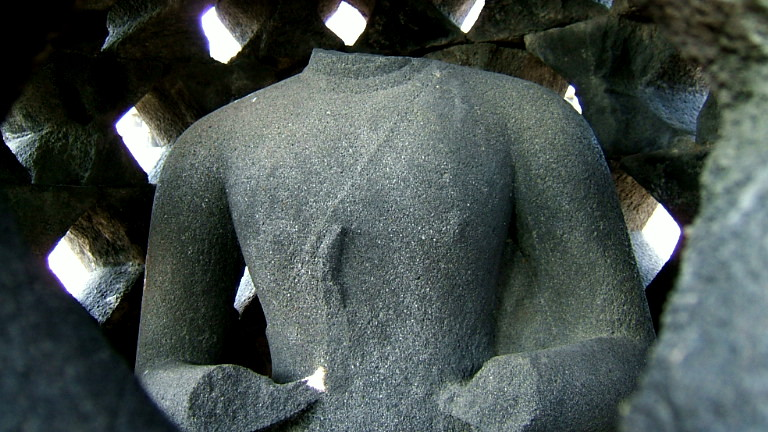
Bouddha sans tête à l'intérieur d'un stûpa.

Au niveau Rupadhatu, les statues sont dans des niches sur l'extérieur des garde-corps. Elles sont placées en cercle et sont de moins en moins nombreuses au fur et à mesure que l'on monte dans l'édifice. Les premiers garde-corps possèdent 104 niches, les deuxièmes 104, les troisièmes 88, les quatrièmes 72 et les cinquièmes 64. Il y a au total 432 statues de Bouddha au niveau Rupadhatu. Au niveau Arupadhatu, les statues sont placées dans des stûpas perforés. La première plate-forme possède 32 stûpas, la seconde 24 et la troisième 16 pour un total de 72 stûpas. Sur les 504 statues de Bouddha présentes à l'origine, plus de 300 ont été endommagées (la plupart décapitées) et 43 ont disparu.
Au premier coup d'œil, toutes les statues de Bouddha semblent similaires, mais il y a des différences subtiles au niveau de la mudrâ, la position des mains. Il y a cinq groupes de mudrâ : nord, est, sud, ouest et zénith, qui représentent les cinq points cardinaux du mahāyāna. Les quatre premiers garde-corps ont les quatre premières mudrâ citées correspondant à leur orientation sur le site. Les statues dans les stûpas, dans les plates-formes supérieures, ont, elles, la mudrâ du zénith. Chaque mudrâ représente l'un des cinq dhyani bouddhas, chacun ayant sa symbolique propre. L'Abhaya-mudrā de Amoghasiddhi correspond au nord, la vara-mudrâ de Ratnasambhava au sud, la dhyana-mudrâ d'Amitābha à l'ouest, la bhumisparsha-mudrâ d'Akshobhya à l'est et la dharmachakra-mudrâ de Vairocana au zénith.

### Restauration

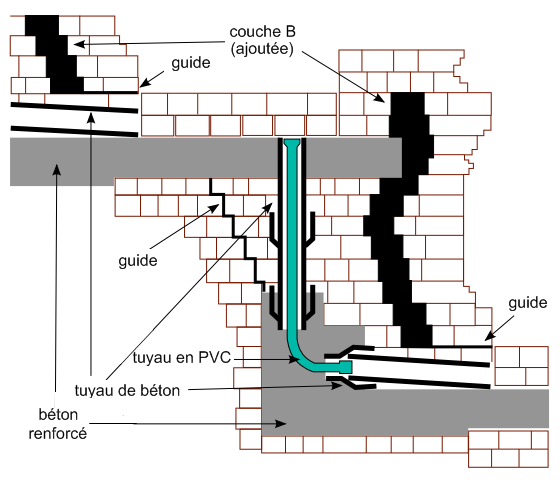
Lors de la restauration de 1973, le système de drainage a été amélioré par un scellement en béton et des tuyaux en PVC.

Borobudur attira l'attention en 1885, quand de Yzerman, président de la Société archéologique de Yogyakarta, fit la découverte du pied enseveli de l'édifice. Des photographies révélant les bas-reliefs du pied furent prises en 1890 et 1891. La découverte obligea le gouvernement des Indes orientales néerlandaises à prendre des mesures pour sécuriser le monument. En 1900, le gouvernement réunit en une commission trois officiels chargés de l'étude du temple : Brandes, un historien de l'art, Theodoor van Erp, un officier ingénieur de l'armée royale néerlandaise, et Van de Kamer, un ingénieur en génie civil du Département des Travaux Publics.
En 1902, la commission proposa un plan en trois points au gouvernement. Tout d'abord, il fallait se couvrir contre les risques immédiats en recomposant les coins, retirant les pierres mettant en danger les zones leur étant adjacentes, renforçant les premiers garde-corps et en restaurant les nombreuses niches, arcades, stûpas et le dôme principal. Ensuite, il fallait grillager la cour, fournir un entretien correct et améliorer le drainage en restaurant les sols et les becs verseurs. Troisièmement, toutes les pierres branlantes ou endommagées devaient être retirées, le monument devait être dégagé jusqu'aux premiers garde-corps et enfin, le dôme principal devait être restauré. Le coût total des opérations fut estimé à 48 800 florins néerlandais.
Cette restauration fut effectuée entre 1907 et 1911, menée selon les principes de l'anastylose par Theodor van Erp. Les sept premiers mois de la restauration furent consacrés au déblaiement des sols autour du monument et à retrouver les têtes de Bouddha et les panneaux manquants. Van Erp fit désassembler puis reconstruire les trois plates-formes circulaires et les stûpas. Lors du chantier, Van Erp proposa de nouvelles solutions pour améliorer la restauration. Ses propositions furent acceptées et coûtèrent 34 600 florins néerlandais de plus au budget initialement prévu.
En raison du budget limité, la restauration se concentra d'abord sur le nettoyage des sculptures et Van Erp ne résolut pas le problème du drainage. Durant quinze ans, les murs des corridors s'abîmèrent et les bas-reliefs montrèrent de nouvelles fissures et de nouveaux signes de détérioration. Van Erp avait utilisé du béton dans lequel du sel alcalin et de l'hydroxyde de calcium s'infiltrèrent et se diffusèrent dans tout le monument. Cela causa des problèmes qui entraînèrent le besoin urgent d'une nouvelle rénovation plus en profondeur.
De petites restaurations se déroulèrent par la suite, mais aucune ne garantissait une protection complète du site. À la fin des années 1960, le gouvernement indonésien requit auprès de la communauté internationale un plan de restauration d'envergure pour protéger le monument. En 1973, un plan important fut mis en place. Le gouvernement indonésien et l'UNESCO s'associèrent pour entreprendre une restructuration complète du monument lors d'un grand chantier devant s'étendre de 1975 à 1982. Les fondations furent stabilisées et les 1 460 panneaux nettoyés. La restauration impliqua de démanteler les cinq plates-formes carrées pour améliorer le drainage par un réseau d'évacuation interne au temple. Des couches imperméables et des couches filtrantes furent ajoutées. Ce projet colossal impliqua environ 600 personnes ; en 1999, l'UNESCO avait mis à la disposition du projet la somme de 6 901 243 dollars américains. Une fois la restauration terminée, l'UNESCO lista Borobudur au patrimoine mondial de l'humanité en 1991.

## Histoire

### Construction

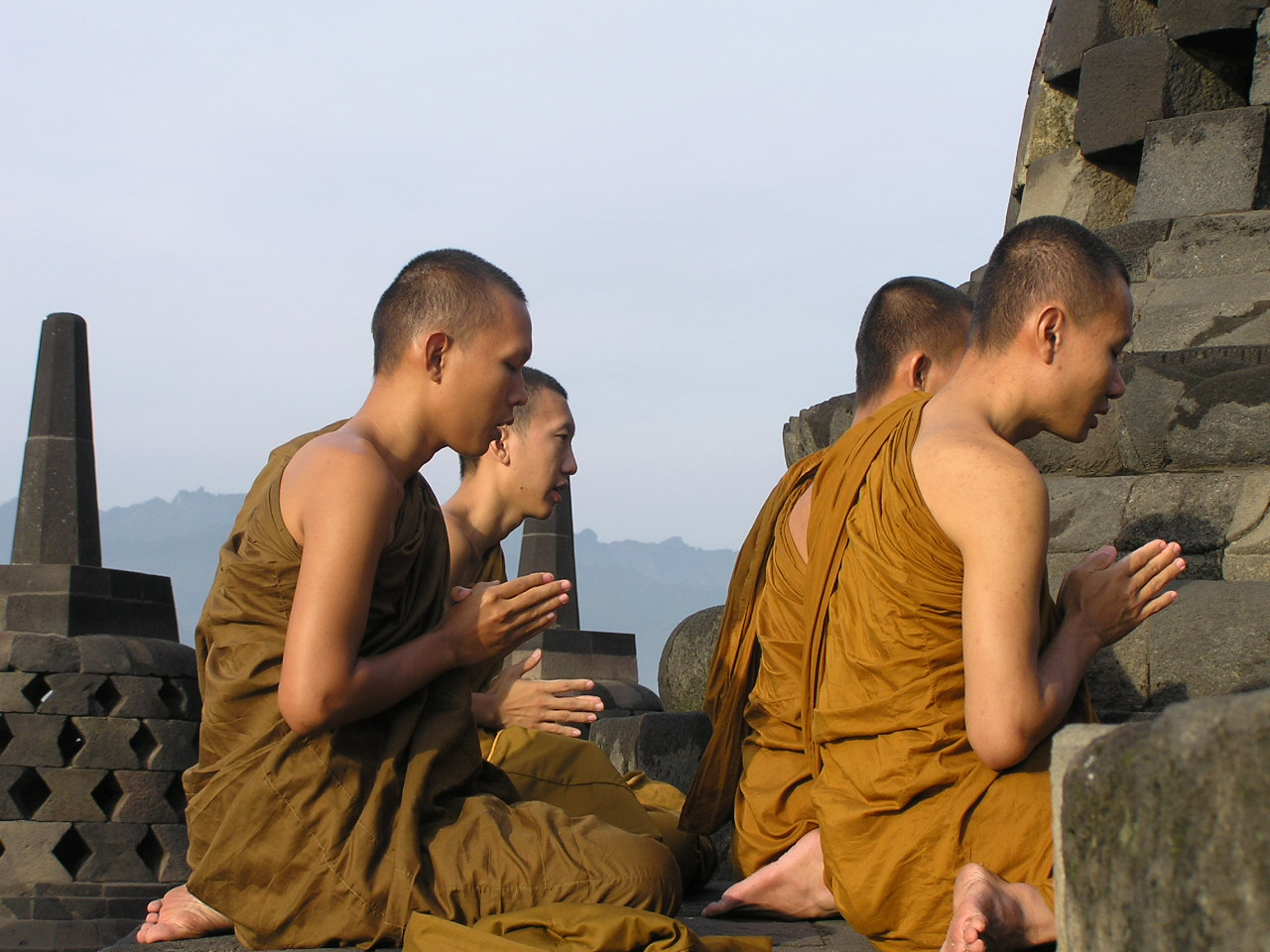
Bouddhisme et hindouisme cohabitaient sur Java à l'époque de la construction de Borobudur (moines bouddhistes priant au sommet du temple).

Il n'existe pas d'écrits permettant d'affirmer qui a construit Borobudur et pourquoi. La date de la construction a été estimée entre le moment de taille des pierres situées dans les fondations du temple et les inscriptions retrouvées utilisées dans les chartes royales locales entre le VIIIe et le IXe siècles. Borobudur a donc dû commencer à être construit aux alentours de l'an 800. La période située entre 760 et 830 correspond à l'apogée de la dynastie Sailendra, du centre de Java, alors qu'elle était sous l'influence de l'empire de Sriwijaya. Il est estimé que la construction aurait duré 75 ans et aurait été achevée sous le règne de Samaratungga en 825,.
Il y a un doute quant à la religion, hindouiste ou bouddhiste, des dirigeants de Java à cette époque. Les Sailendras étaient connus comme étant des suiveurs ardents de Bouddha alors que des inscriptions gravées dans la pierre trouvées à Sojomerto suggèrent qu'ils étaient hindouistes. C'est à cette époque que de nombreux monuments hindouistes et bouddhistes ont été édifiés dans les plaines et les montagnes autour de la plaine de Kedu. Les monuments bouddhistes tels que Borobudur ont été construits à la même période que le complexe religieux de Prambanan, dédié au dieu hindou Shiva. En 732, le roi shivaïte Sanjaya commanda la construction d'un sanctuaire pour des lingams de Shiva sur la colline d'Ukir, située à seulement 10 kilomètres à l'est de Borobudur.
Les constructions de temples bouddhistes étaient possibles à cette époque, car le successeur de Sanjaya, Rakai Panangkaran, les autorisa. Panangkaran donna même le village de Kalasan à la communauté bouddhiste, comme le spécifie la charte de Kalasan datant de 778. Cela amena certains archéologues à croire qu'il y avait de sérieux conflits concernant la religion sur Java à cette époque, ce qui forçait les souverains hindouistes et bouddhistes à faire des compromis en autorisant la construction de temples de la religion opposée à la leur. Cette rivalité concernait probablement les deux dynasties royales rivales de Java, les Sailendra bouddhistes et les Sanjaya shivaïtes. Ces derniers triomphèrent de leur rival en 856 lors de la bataille du plateau de Ratu Boko. Le temple de Lara Jonggrang dans le complexe de Prambanan est perçu par certains comme la réponse de Rakai Pikatan de la dynastie Sanjaya à Borobudur, mais d'autres suggèrent qu'un climat de coexistence pacifique avec les Sailendra aurait permis l'édification de Lara Jonggrang.

### Abandon
Borobudur est resté caché des siècles par les cendres volcaniques et la jungle. Les raisons de l'abandon du site sont encore mystérieuses. On ne sait pas pourquoi le temple a cessé d'être un lieu de pèlerinage bouddhiste. Entre 928 et 1006, le centre du pouvoir local se déplaça vers le Java oriental et une série d'éruptions volcaniques eurent lieu, sans que l'on sache si ces événements étaient liés, même si plusieurs sources mentionnent cette période comme celle de l'abandon du temple,. Soekmono mentionne en 1976 que la croyance populaire suggère que le temple a été abandonné au XVe siècle, lorsque la population s'est convertie à l'islam.
Le monument ne fut pas pour autant totalement oublié, même si les histoires populaires ne faisaient pas état de la gloire passée du lieu, mais plutôt de légendes superstitieuses où la malchance et la souffrance avaient une place de choix. Deux anciennes chroniques javanaises (babad) du XVIIIe siècle parlent de cas de malchance directement associés au monument. D'après la Babad Tanah Jawi (« chronique de Java »), le monument fut l'un des facteurs de l'échec de la rébellion contre le sultanat de Mataram. La colline fut assiégée et les rebelles vaincus furent condamnés à mort. Dans la Babad Mataram (« chronique de Mataram »), le monument est responsable de la déveine du prince du sultanat de Yogyakarta qui, malgré le tabou, visita le monument, tomba malade à son retour et décéda le jour suivant.

### Redécouverte

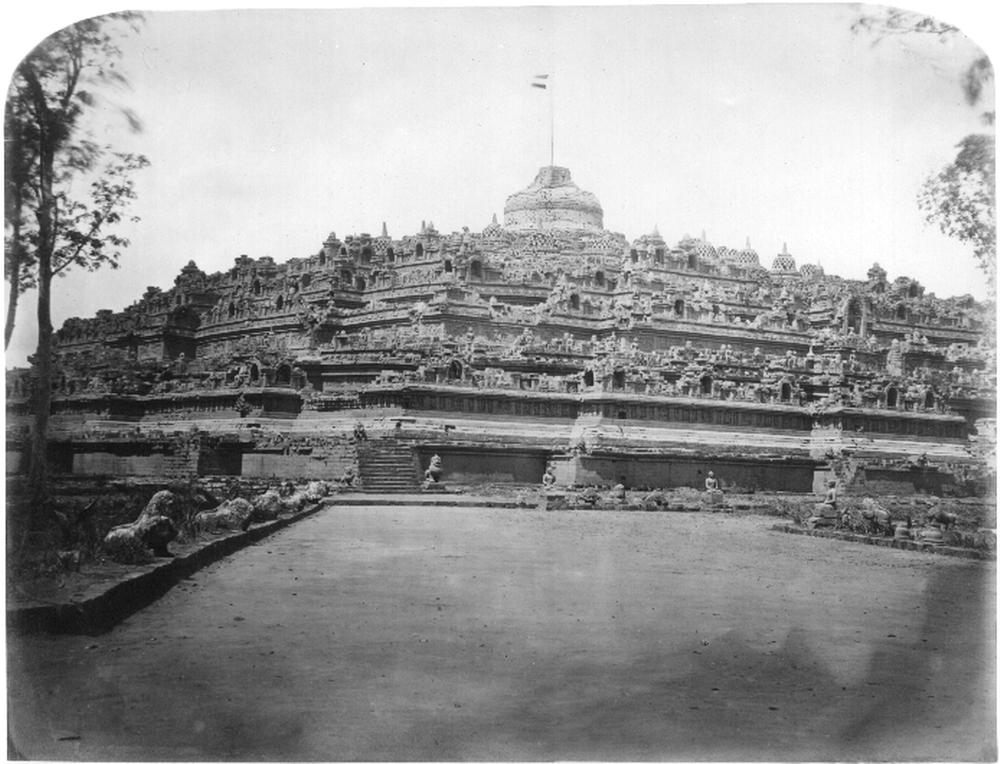
La première photographie de Borobudur par Isidore van Kinsbergen en 1873, après que le monument fut dégagé.

À la suite de la guerre anglo-néerlandaise de Java, l'île fut placée sous l'administration britannique entre 1811 et 1816. Le gouverneur général nommé fut Thomas Stamford Raffles, qui s'intéressa beaucoup à l'histoire de Java. Il collecta des antiquités javanaises et prit des notes de ses contacts avec les Javanais lors de ses pérégrinations à travers l'île. Lors d'une inspection à Semarang en 1814, il fut informé qu'un grand monument était caché au milieu de la jungle près du village de Bumisegoro. Il envoya un ingénieur néerlandais, H. C. Cornelius, pour enquêter.
En deux mois, Cornelius et ses 200 hommes abattirent, brûlèrent la végétation environnante et creusèrent pour révéler le monument. En raison du danger d'effondrement, toutes les galeries ne purent pas être excavées. Il rapporta ses découvertes à Raffles notamment grâce à de nombreux dessins.
Hartmann, un administrateur néerlandais de la région de Kedu, poursuivit le travail de Cornelius en 1835 en finissant de révéler le monument entier. Son intérêt pour Borobudur était plus personnel qu'officiel. Hartmann n'écrivit pas de rapport sur ses activités. En 1842, Hartmann fouilla le stûpa principal et on ne sait pas ce qu'il y trouva même si l'on raconte qu'il y aurait eu une statue de Bouddha dedans. Le mystère reste entier et le stûpa est aujourd'hui vide.
Le gouvernement des Indes orientales néerlandaises envoya par la suite un ingénieur néerlandais du nom de F. C. Wilsen, qui étudia le monument et fit des centaines de dessins des bas-reliefs du monument. J. F. G Brumund fut également envoyé pour étudier en détail le temple jusqu'en 1859. Le gouvernement voulut publier un article fondé sur les travaux de Brumund illustré par les dessins de Wilsen, mais Brumund refusa de coopérer. Le gouvernement mandata alors un autre spécialiste, C. Leemans, qui rédigea une monographie fondée sur les travaux de Brumund et Wilsen. En 1873, la première monographie de l'étude détaillée de Borobudur fut publiée, suivie par sa traduction en français, un an plus tard. La première photographie du monument fut prise en 1873 par le graveur flamand Isidore van Kinsbergen.
L'attrait du site se développa lentement et il servit un temps de source de souvenirs et de revenus pour les chasseurs de trésor et les voleurs. En 1882, l'inspecteur-chef des artefacts culturels recommanda que Borobudur soit totalement démantelé et que ses bas-reliefs soient répartis dans des musées, du fait de l'instabilité de la structure. Le gouvernement mandata alors un archéologue, Groenveldt, pour entreprendre une enquête approfondie du site et de sa condition. Son rapport jugea les peurs du risque d'effondrement injustifiées et recommanda de laisser le monument intact.

### Événements modernes

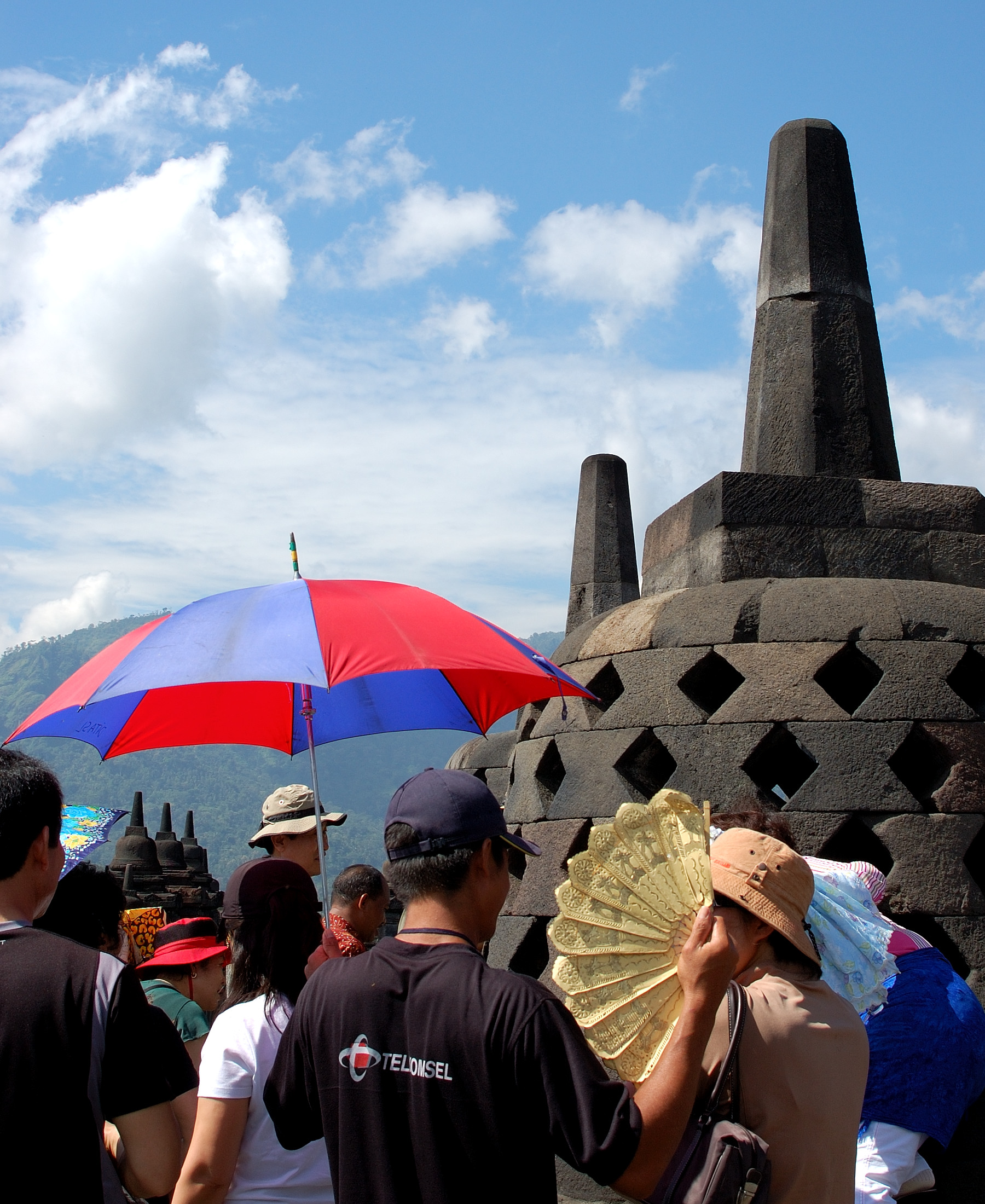
Touristes à Borobudur.

Après une rénovation majeure financée par l'UNESCO en 1973, Borobudur redevient un lieu de culte et de pèlerinage. Annuellement, durant la pleine lune en mai ou en juin, les bouddhistes indonésiens célèbrent le Vesak (Waisak), le jour commémorant la naissance, la mort et le moment où Siddhārtha Gautama atteignit la plus haute sagesse pour devenir le Bouddha Shakyamuni. Le Vesak est un jour férié officiel en Indonésie et la cérémonie est centrée sur une marche partant de Mendut, passant par Pawon et s'achevant à Borobudur.
Borobudur est le monument le plus visité d'Indonésie. En 1974, 260 000 touristes, dont 36 000 étrangers, visitent le temple. Dans les années 1990, avant la crise économique asiatique de 1997, le monument était visité par environ 2,5 millions de visiteurs par an, dont 20 % d'étrangers. Le développement de tourisme sur lieu fut critiqué « [pour] ne pas avoir fait participer la population locale », ce qui occasionna des conflits. En 2003, la population locale et les commerçants de la région de Borobudur organisèrent des rassemblements pour protester contre le projet du gouvernement provincial de construire un complexe de supermarché appelé Java World.
Le 21 janvier 1985, neuf stûpas furent gravement endommagés par neuf bombes. En 1991, un islamiste aveugle, Husein Ali Al Habsye, fut condamné à la prison à vie pour avoir commandité une série d'attentats à la bombe dans les années 1980, dont celle du temple. Deux autres membres d'un groupe d'extrémistes furent condamnés à 20 ans de prison, en 1986, ainsi qu'un autre homme à 13 ans d'emprisonnement.